# Mikołaj Orsini
Mikołaj Orsini (zm. 1323) – despotes Epiru w latach 1318–1323, hrabia Kefalenii,

## Życiorys
Najstarszy syn Jana I Orsiniego i Marii Angeliny-Dukainy-Komneny, córki Nicefora I Dukasa i siostry Tomasza Dukasa ostatniego władcy Epiru z dynastii Angelosów-Dukasów-Komnenów.
Mikołaj Orsini, objąwszy Hrabstwo Kefalenii po śmierci Jana I Orsiniego, kontynuował aktywną politykę ojca w Epirze. W 1318 roku po zamordowaniu swego wuja Tomasza Dukasa i poślubieniu wdowy po nim Anny Paleologiny objął władzę w Epirze. Dla uspokojenia nastrojów przyjął również wyznanie prawosławne. W 1319 roku Bizantyńczycy zajęli Joaninę. W zamian za zrzeczenie się swoich praw do Joaniny Mikołaj uzyskał od cesarza Andronika II Paleologa tytuł despotesa Epiru. Rządy jego nie trwały długo – zginął z rąk swego brata Jana II w 1323 roku.